# Johan Henrik Schrøter

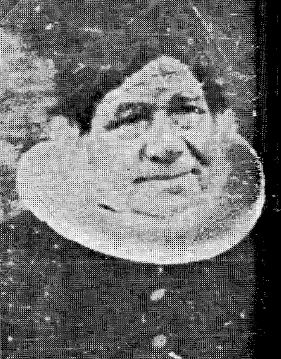
J.H.Schrøter im Jahr 1849

Johan Henrik Schrøter (* 25. Februar 1771 in Tórshavn, Färöer; † 14. November 1851 ebenda) war ein färöischer Pfarrer, bekannt als einer der ersten färöischen Literaten.

## Leben
Johan Henrik war der Sohn des aus Schlesien stammenden deutschen Landchirurgen Christian Gottlob Schröter (1724–1781) und dessen Ehefrau Anna Elisabeth, geborene Hammershaimb (1741–1780), Tochter des Landvogtes Jørgen Frandz de Hammershaimb (1688–1765). Im Jahr 1801 heiratete Johan Henrik Schrøter Mariane Sophie (1773–1828), die Tochter seines Onkels Venceslaus Hammershaimb (1744–1828), ebenfalls Landvogt auf den Färöern.
Schrøter wuchs in Tórshavn auf und besuchte von 1784 bis 1790 die dortige Lateinschule. Sein letztes Schuljahr verbrachte er in Slagelse, Dänemark, wo er 1791 die Hochschulreife erlangte. An der Universität Kopenhagen schrieb er sich zunächst für Medizin ein, bis er sich für das Theologiestudium entschied, das er 1796 erfolgreich abschloss. Im Jahr darauf wurde Schrøter Hilfsgeistlicher auf Suðuroy, ab 1804 dann Gemeindepfarrer in Hvalba. Nach einem Sturz vom Pferd, bei dem er sich einen Leistenbruch zuzog, wurde er bereits 1826 aus gesundheitlichen Gründen pensioniert. Anderen Quellen zufolge soll der eigentliche Grund seiner verfrühten Pensionierung jedoch im Zusammenhang mit Verbindungen zu Schmugglern stehen, wodurch der Monopolhandel auf den Färöern unterlaufen wurde. Schrøter hatte neben seinem Priesteramt auch noch einen schwunghaften Handel betrieben, mit dem er ein beträchtliches Vermögen erwerben konnte. Nach seiner Frühpensionierung zog er nach Vágur und von dort im Jahr 1828 nach dem Tod seiner in den letzten 17 Lebensjahren erblindeten Frau wieder zurück in seine Geburtsstadt Tórshavn, wo er noch über 20 Jahre als verwitweter Pensionist lebte. Hochbetagt starb Johan Henrik Schrøter 1851 im Alter von 80 Jahren in seiner Geburtsstadt.
Seine unverheiratete Tochter Elisabeth Christiane Schrøter (1803–1873) lebte ab 1863 bei ihrem Vetter V. U. Hammershaimb in Nes auf Eysturoy.

## Literarisches Werk
Das Interesse Schrøters für Sprache und Literatur wurde ihm sozusagen in die Wiege gelegt. Er schrieb dazu später in einem seiner zahlreichen Briefe, dass er mit seinem Vater Deutsch gesprochen habe, mit seiner Mutter „Halbdänisch“ (höchstwahrscheinlich ist damit Gøtudanskt gemeint), Schottisch bzw. Englisch mit seinen Spielkameraden und eine Mischung verschiedener färöischer Mundarten mit den Kindern von einfachen Leuten, die aus allen Teilen der Färöer nach Tórshavn gekommen waren.
Wie Svabo vor ihm und V. U. Hammershaimb nach ihm, erlangte Schrøter besondere Bedeutung als einer der Pioniere der färöischen Schriftsprache. So schrieb er erstmals verschiedene zuvor nur mündlich überlieferte färöische Balladen nieder, unter anderem die Sigurdlieder, die heute noch zu den beliebtesten Tanzballaden gehören. Damit steuerte er einen wesentlichen Teil zum Werk Færøiske Qvæder om Sigurd Fofnersbane og hans Æt (1822) von Hans Christian Lyngbye bei.
1823 erschien die erste Übersetzung aus der Bibel auf Färöisch: Das Matthäusevangelium von Schrøter. Dieses Werk ist auch als Føroyska bók bekannt und fand mit Unterstützung der Kirche den Weg in jeden färöischen Haushalt. Obwohl es damit eigentlich sehr populär gewesen sein muss, war die Resonanz doch niederschmetternd. Als Gründe hierfür werden einerseits Schrøters eigentümliche Orthographie angesehen und andererseits die Tatsache, dass die dänische Sprache damals in der Vorstellungswelt der meisten Färinger untrennbar mit der Kirche verknüpft war. So störten sich einige an der Wortwahl Schrøters, wenn er z. B. für die Öllampe kola statt lampa verwendete oder lýsi statt olja für das Öl. Die Sprache in Schrøters Übersetzung wurde, wie Hammershaimb 1845 schreibt, als „platt und geschmacklos“ empfunden. Leute störten sich an der ihrer Meinung nach simplen Ausdrucksweise in der Bibelübersetzung, die den dort genannten heiligen Dingen nicht gerecht würde und eher an Küchensprache erinnerte. Aufgrund dieser ablehnenden Reaktionen seitens der Färöer wurde eine Fortsetzung der Bibelübersetzung von der dänischen Bibelgesellschaft nicht weiter verfolgt. Sie ging nun davon aus, dass die Färöer es vorziehen würden die Bibel auf Dänisch zu lesen. Dies sollte sich jedoch 100 Jahre später im Sprachenstreit ändern.
Das dritte wichtige Werk von Pastor Schrøter war die Übersetzung der Färingersaga 1832 aus dem Altisländischen, die der dänische Altertumsforscher Carl Christian Rafn zusammengestellt hat. Diese Übersetzung erschien 1833 in Rafns Buchausgabe neben dem alten Originaltext und einer dänischen Übersetzung. Orthographisch hatte sich Schrøter hier weiter entwickelt, was in erster Linie auf die Vorschläge des dänischen Philologen Rasmus Rask zurückging.
Schrøter wurde ebenfalls Mitglied in der 1825 von Rafn und Rask mitgestifteten Altschriftgesellschaft Det kongelige nordiske oldskriftselskab.

### Orthographiebeispiele
Dieses Beispiel (Brinilda Thaattur 47. /Brynhildar táttur 46.) stammt aus den Sigurdliedern in Hans Christian Lyngbyes Buch von 1817/1822, welches gleichzeitig das erste gedruckte Werk in färöischer Sprache ist. Hier orientiert sich Schrøter deutlich an Jens Christian Svabos lautnaher Orthographie. Der Text kann ohne weitere Färöischkenntnisse laut vorgelesen werden und entspricht in etwa der richtigen Aussprache (wenn <gj> als [⁠ʤ⁠] artikuliert wird, und das erste <d> in „Nordlondun“ stumm bleibt).
| Schrøter 1817                                                                                                 | Neufäröisch                                                                                             |
| --- | --- |
| Brinild situr uj gjiltan Stouli, Teâ hit veâna Vujv, Drevur hoon Sjúra eâv Nordlondun Uj Hildarhaj tiil sujn. | Brynhild situr í gyltum stóli, tað hitt væna vív, dregur hon Sjúrða av Norðlondum í Hildarheið til sín. |

Über 30 Jahre danach veröffentlichte V.U. Hammershaimb das Werk in seiner Schreibweise, wobei er auch die seiner Ansicht nach inhaltlich fehlerhaften Stellen bei Schrøter ausbesserte:
| Hammershaimb 1851                                                                                     | Neufäröisch                                                                                            |
| --- | --- |
| Brinhild situr í giltum stóli, tàð hit væna vív, dregur hon Sjúrð áf öðrum londum sàr til sorgar tíð. | Brynhild situr í gyltum stóli, tað hitt væna vív, dregur hon Sjúrð av øðrum londum, sær til sorgartíð. |

Im Vaterunser aus dem Matthäusevangelium von 1823 verzichtet Schrøter dann auf das <uj> (heute: <í>) und schreibt <ui>. Das <ó> welches wir in der heutigen Schreibweise für /ou/ finden, deutet bei ihm ein betontes langes /o/ an. Die Verwendung des <â> für das heutige <a, æ> behält er aber zunächst bei.
| Schrøter 1823 | Dahl/Viderø 1961 |
| --- | --- |
| Feâjir vaar, tû sum ér ui Himlunun! haillit væri Navn tuit! Kómi Ruigji tuit! Skjé tuin Villie sum ui Himmalinun, so ogsó aa Jørini! Gjév okkun ui Deâ okkara dagliga Brei! O forlaad okkun okkara Skjild, sum víd forlaada Skjildnarun okkara! O lai okkun ikkje inn ui Fruistilse; men fruja okkun fraa tui Onda! | Faðir vár, tú sum ert í himlunum! Heilagt verði navn títt; komi ríki títt, verði vilji tín sum í himli so á jørð; gev okkum í dag okkara dagliga breyð; og fyrigev okkum skuldir okkara, so sum vit fyrigeva skuldarum okkara; og leið okkum ikki í freistingar; men frels okkum frá tí illa. |

Am Beispiel aus dem Anfang der Färingersaga von 1832 erkennt man Schrøters Weiterentwicklung der eigenen Orthographie. Beispielsweise taucht nun nicht mehr das /a/ mit dem Zirkumflex als <â> auf, sondern als <ä>; und statt des <aa> verwendet er jetzt das (schwedische) <å>, das heute als <á> geschrieben wird. Das <ou> aus den obigen Beispielen wird <ow> geschrieben, während das <ui> wieder als <uj> erscheint.
| Altisl. nach C.C. Rafn | J.H. Schrøter 1832 | V.U. Hammershaimb 1884 | Bjarni Niclasen 1995 |
| --- | --- | --- | --- |
| Maðr er nefndr Grímur kamban, hann bygði fyrstr Færeyjar á dögum Haralds hins hárfagra; þá flýðu fyrir hans ofkríki fjöldi manna, settust sumir í Færeyjum, ok bygðu þar, en sumir leituðu til annarra eyðilanda. | Ajn Mävur èr nevndur Grujmur Kamban, han fowr fistur at biggja Förjar, meni Häraldur hin hårfagri vär å Døvun; tå fluddi firi Owdømi hansara mengur Mävur; summir settu se uj Förjun og bigdu här, men summir lajtavu til onnur Ojulond. | Maður er nevndur Grímur kamban; hann var fyrsti maður, ið búsettist í Føroyjum á døgum Haralds hins hárfagra; tá flýddi stór mannfjøld undan harðræði hansara, settust sumir í Føroyjum og reistu búgv har, men sumir leitaðu í onnur oyðilond. | Maður er nevndur Grímur Kamban; hann var fyrsti maður, ið setti búgv í Føroyum. Á døgum Haralds Hárfagra flýddi stór mannfjøld undan harðræði hansara; summir settust í Føroyum og bygdu har, men summir leitaðu í onnur óbygd lond. |

Interessant ist auch Schrøters Grammatik. Ajn Mävur („ein Mann“, heute ein maður geschrieben) verwendet den unbestimmten Artikel, der im Altisländischen nicht vorkam. Hammershaimb und seine Nachfolger verzichten darauf. Auch verwendet Hammershaimb den schon zu seiner Zeit seltenen Genetiv (á døgum Haralds hins hárfagra „in den Tagen Harald Schönhaars“), wo Schrøter zu einer eleganten Umschreibung greift: meni Häraldur hin hårfagri vär å Døvun, in etwa: „Als Harald Schönhaar an der Macht war“.

## Werkverzeichnis
- Hans Christian Lyngbye: Færøiske Qvæder om Sigurd Fofnersbane og hans Æt. – Internet Archive Mit einer Einleitung von P.E. Müller und mit einem Anhang. Randers, 1822. [2 Bd.], xxiii, 592 S. (unveränderter Nachdruck, Tórshavn 1980)
- J. H. Schrøters optegnelser af Sjúrðar kvæði. udgivet af Chr. Matras. Oktavudgave. 1951–1953. (Auf Dänisch. Schrøters Aufzeichnungen der Sigurdlieder, herausgegeben von Christian Matras)
- Evangelium Sankta Matteusar. prentaða týðing Schrøters 1823 og óprentaðu viðmerkingarnar; greitt úr hondum við inngangi og orðalista hevur Chr. Matras. Emil Thomsen, Tórsh 1973, 2 Bände (Nachdruck von Schrøters Übersetzung des Matthäusevangeliums 1823, mit damals nicht veröffentlichten Anmerkungen. Einführung und Glossar von Christian Matras)
- Carl Christian Rafn: Færeyínga Saga eller Færøboernes Historie i den islandske Grundtext med færøisk og dansk Oversættelse. Kopenhagen 1832 (Neuauflage Tórshavn: Offset-prent, Emil Thomsen, 1972; Isländisch, Färöisch von Johan Henrik Schrøter, Dänisch)
  - Car Christian Rafn, Gottlieb Christian Friedrich Mohnike: Faereyinga saga: oder Geschichte der Bewohner der Färöer im isländischen Grundtext mit färöischer, dänischer und deutscher Übersetzung. Kopenhagen 1833 (Google Books)
- Jakob Jakobsen: Suðuroyarsagnir / eftir Jákup Jakobsen, W.U. Hammershaimb, J.H. Schrøter. Einars Prent, Tórshavn 1977 (Sagen aus Suðuroy nach Jakob Jakobsen, J.H. Schrøter und V.U. Hammershaimb)